# ژوزف نیکولوسی
ژوزف «جو» نیکولوسی (۲۴ ژانویه ۱۹۴۷ در نیویورک سیتی – ۸ مارس ۲۰۱۷ در تاوزند اوکس، شهرستان ونتورا، کالیفرنیا، ایالات متحده آمریکا) یک روان‌شناس آمریکایی است. او نویسنده کتاب‌های غیرداستانی، رئیس انجمن درمانگران آمریکایی "انجمن ملی تحقیقات و درمان همجنس‌گرایی (NARTH)" و بنیان‌گذار و مدیر "کلینیک روان‌شناختی سنت توماس آکویناس" در انسینو (کالیفرنیا) بود. او از حامیان "درمان ترمیمی" بحث‌برانگیز بود که هدف آن غلبه بر همجنس‌گرایی است.

## رویکرد درمانی
نیکولوسی بنیان‌گذار «درمان ترمیمی» است. او دلایل همجنس‌گرایی مردانه را شامل ترکیبی از موارد زیر می‌دانست: مادری سلطه‌جو و بیش از حد احساساتی، عدم ارتباط کافی با پدر به دلیل دوری، غیبت، طرد یا پرخاشگری او، و ویژگی‌هایی در پسر مانند حساسیت، خجالتی بودن، درون‌گرایی، خیال‌پردازی و استعداد هنری. این عوامل باعث می‌شوند که پسر برای همیشه در جستجوی جنبه مردانه و پدر باشد، اما با گذشت زمان این جستجو را با تمایلات جنسی مردانه اشتباه بگیرد. او سپس هویت همجنس‌گرایانه را می‌پذیرد زیرا در طول فعالیت جنسی احساس خوبی پیدا می‌کند که اغلب در زندگی‌اش کمبود آن را حس می‌کند. دوره‌هایی از این احساسات بد (منطقه خاکستری) به نوبه خود محرکی برای ارتباطات همجنس‌گرایانه جدید می‌شوند. در مورد همجنس‌گرایی زنانه، دو احتمال وجود دارد: یا ارتباط با مادر در اوایل کودکی مختل شده و به این ترتیب ارتباط با مادر آسیب دیده است، یا دختر با پدری پرخاشگر یا شریک زندگی مادر همذات‌پنداری می‌کند، زیرا نمی‌خواهد مانند آن‌ها قربانی شود – همذات‌پنداری با مهاجم.
او در مقاله خود با عنوان "اهمیت جاذبه همجنس"، مفهوم درمانی خود را برای درمان همجنس‌گرایی در مردان شرح می‌دهد. جاذبه همجنس‌گرایانه را بیانگر "میل ترمیمی" می‌داند. برای مثال، همجنس‌گرایی تلاشی ناخودآگاه برای تأثیرگذاری بر ابراز وجود مسدود شده، یا واکنشی به نقش "خودِ دروغین" است. عمل همجنس‌گرایانه اغلب یک راهکار ظاهری علیه احساس نقص، بی‌اهمیتی یا بی‌ارزشی است. شرم را یک گُوِه می‌بیند که به فرد فرومی‌رود و هویت جنسی مردانه را از کلیت وجودی شخص جدا می‌کند ("خودِ دروغین"). او همجنس‌گرایی را یک اختلال رشدی و قابل پیشگیری می‌داند. درمان نیکولوسی با هدف رسیدن به حالتی است که او آن را "خودِ مردانه واقعی" تعریف می‌کند. از طریق کار سوگ و کاهش "مکانیزم‌های دفاعی" باید "صمیمیت واقعی" امکان‌پذیر شود. سرانجام، به گفته نیکولوسی، یک هویت جدید و مستقل با شعار: "من به اندازه کافی خوب هستم" شکل می‌گیرد.
به گفته نیکولوسی، یک «هویت همجنس‌گرایانه» هرگز نمی‌تواند به‌طور کامل «هم‌ساز با خود» باشد – یعنی هرگز به‌طور کامل متعلق به شخصیت خود نباشد. در عوض، این هویت همیشه یک «جهت‌گیری جنسی ناسازگار با خود» را نشان می‌دهد. علاوه بر این، یک «سبک زندگی همجنس‌گرایانه» هرگز نمی‌تواند سالم باشد. نیکولوسی یک امکان درمانی را در فعالیت جنسی مشتریان خود با همجنس‌ها می‌بیند. به گفته نیکولوسی، هر بار آن‌ها می‌توانند دوباره از خود بپرسند که چرا این کار را می‌کنند، چه چیزی در شریک همجنس آن‌ها از نظر جنسی جذاب است و چه چیزی را با آن جبران می‌کنند. درمان ترمیمی، جاذبه همجنس‌گرایانه را در بیشتر موارد تلاشی برای ترمیم پس از «ترومای دوران کودکی» می‌داند. این ضربه‌ها می‌توانند شدید باشند، مانند سوءاستفاده جنسی یا عاطفی، یا به صورت پیام‌های منفی پنهان والدین در مورد خود و جنسیت در سکوت رخ دهند. نگاه دقیق، شناسایی و حل این ترومای عاطفی دوران کودکی اغلب منجر به کاهش جاذبه همجنس‌گرایانه ناخواسته می‌شود. رفتار همجنس‌گرایانه می‌تواند تلاشی ناخودآگاه برای «خودترمیمی» احساسات حقارت مردانه باشد و این احساسات تلاشی برای برآوردن نیازهای عاطفی مردانه طبیعی و سالم باشد.
به تعریف او، افراد همجنس‌گرا به‌طور طبیعی وجود ندارند. «هویت همجنس‌گرایانه» تنها صد سال قدمت دارد، تنها یک رویکرد «ساخت‌گرایانه» و یک مفهوم سیاسی است که فاقد هرگونه مبنای روان‌شناختی است. به‌طور طبیعی، همه انسان‌ها دگرجنس‌گرا هستند، اما برخی مشکل همجنس‌گرایی دارند. این اولین چیزی است که او به افراد درگیر می‌گوید. نیکولوسی همجنس‌گرایی را با نظم جهانی مسیحی سازگار نمی‌بیند: اینکه افراد همجنس‌گرا و دگرجنس‌گرا به‌طور طبیعی وجود دارند، یک «ایدئولوژی همجنس‌گرایانه» است، و «اگر ما به عنوان مسیحیان این را باور کنیم، دیگر دلیلی برای پیروی نکردن از ایدئولوژی همجنس‌گرایانه وجود ندارد. … اما خدا فقط انسان‌های دگرجنس‌گرا را آفریده است.» نیکولوسی می‌گوید که او از حق انتخاب آزاد مراجع برای تعیین هدف درمان خود دفاع می‌کند.
جوان‌ترین بیمار او هفت ساله (با تشخیص "اختلال هویت جنسی در کودکی") و مسن‌ترین بیمارش ۶۴ ساله بود (نیکولوسی: "او هیچ تصوری نداشت که حق انتخاب دارد، که تغییر ممکن است."). یک سوم بیماران او پس از درمان "درمان شده‌اند"، آن‌ها کنترل کامل دارند، دیگر ارتباط جنسی با همجنس ندارند و شدت و دفعات میل همجنس‌گرایانه کاهش یافته است، اما لزوماً از بین نمی‌رود. اگر بیمار میل همجنس‌گرایانه را احساس کند، این باید برای او نشانه‌ای باشد که به درون خود برود و روابط خود را تحلیل کند. بخشی از این بیماران روابط دگرجنس‌گرایانه را آغاز می‌کنند. یک سوم بیماران "تغییرات قابل توجهی" دارند. آن‌ها همجنس‌گرایی خود را، آن‌طور که نیکولوسی آن را می‌بیند، درک می‌کنند، تا حدی کنترل دارند، اما هنوز رابطه جنسی با همجنس دارند. یک سوم آخر، که او درمان می‌کند، مثلاً توسط والدین یا همسران تحت فشار قرار می‌گیرند؛ آن‌ها این درمان را نمی‌خواهند و بنابراین انگیزه ندارند. اما معمولاً انگیزه لازم برای رسیدن به هدف کافی است.

## واکنش‌ها
از سال ۲۰۱۳، اعتراضاتی در اسپانیا نسبت به فروش سه کتاب نیکولوسی با عناوین: «می‌خواهم همجنس‌گرا نباشم» (به اسپانیایی: Quiero Dejar De Ser Homosexual)، «چگونه از همجنس‌گرایی پیشگیری کنیم» (Cómo prevenir la homosexualidad)، و «سردرگمی جنسی در کودکی» (La confusión de género en la infancia) مطرح شد. فروشگاه بزرگ اسپانیایی «ال کورته اینگلس» توسط ائتلاف «چپ متحد» به دلیل موجود بودن این آثار، با تهدید به تحریم مواجه شد، اما در سال ۲۰۱۴ همچنان به بازاریابی آنها ادامه داد.
در ۲ ژوئیه ۲۰۱۹، خرده‌فروش پیشرو کتاب آنلاین آمازون، پس از یک کارزار جمع‌آوری امضا در Change.org که درخواست حذف آن‌ها را داشت، چندین کتاب نیکولوسی از جمله انتشار سال ۲۰۰۲ «راهنمای والدین برای پیشگیری از همجنس‌گرایی» را از فهرست خود حذف کرد.
"NARTH" نیکولوسی همچنان با نام "اتحاد برای انتخاب درمانی و صداقت علمی" به فعالیت خود ادامه می‌دهد، که توسط پسرش ژوزف نیکولوسی جونیور اداره می‌شود. نیکولوسی جونیور اصطلاح "درمان بازسازی" را برای رویکرد خود ابداع کرد که به گفته او با تبدیل‌درمانی متفاوت است.